# 樟宜机场站
樟宜机场站（英語：Changi Airport Station）是新加坡樟宜的一座地铁站，为新加坡地铁东西线樟宜机场支线的东端终点站；它由SMRT集团运营，呈东西向建造。该站直连樟宜机场2号和3号航站楼，并为包括星耀樟宜在内的其他机场设施提供服务。由SOM建築設計事務所设计的樟宜机场站包含了迎合机场旅客的元素，比如月台层更宽的检票闸门。车站两端的中庭玻璃墙支撑着一座横跨岛式月台的发光天桥，同时最大限度地允许阳光照入车站。
新加坡政府在1980年代曾计划修建一条通往机场的铁路，但由于这类支线的财务可行性低，相关计划被搁置。随着樟宜机场航空交通量的增长以及1994年3号航站楼的提建，该计划得以重新启动。当前的两站式支线于1996年确定方案，随后自1998年动工建设。樟宜机场站于2002年2月8日启用，尽管客流量低于预期，但它仍继续为机场提供了另一种替代性交通选择。2019年5月，新加坡陆路交通管理局宣布，樟宜机场站到2040年将被纳入汤申—东海岸线，并延伸到机场的5号航站楼。

## 歷史

### 早期规划
1982年5月，一条通往樟宜机场的铁路支线便被纳入新加坡地铁网络的早期规划。该支线计划在初始地铁网络完工后修建。将在最初的捷运网络完成后建造。但在1983年的一项可行性研究中，MRT集团得出的结论是，客流量水平不足以证明修建此类支线的合理性。由于地铁系统的建设成本低于预算，当局于1984年重新审视了该联络计划。1985年，MRT集团的顾问团队对通往机场的交通模式进行调查，以评估机场联络地铁系统的可行性。然而，顾问们于1986年1月得出结论，认为该联络计划在财政上短期内不可行，因为旅客更倾向于搭乘德士往返机场。
1989年3月，樟宜国会议员张宗治呼吁扩建机场，称此举将满足机场日益增长的旅客需求。对此，通讯部长杨林丰回应表示，如果樟宜地区有发展计划，将考虑扩建。否则低需求可能无法满足运营成本。他于1991年再次表示，只有当樟宜机场的年客运量达到5,000万人次时，开通这条联络线才有意义，而当时预计到21世纪初，樟宜机场每年的乘客吞吐量只能达到3,400万人次左右。这位部长还声称，机场已经有高速公路提供良好的服务，德士价格也很实惠。至1992年，新任通讯部长马宝山表示，政府已经为这条潜在的线路预留了所需的土地。

### 铁路联络线的最终确定

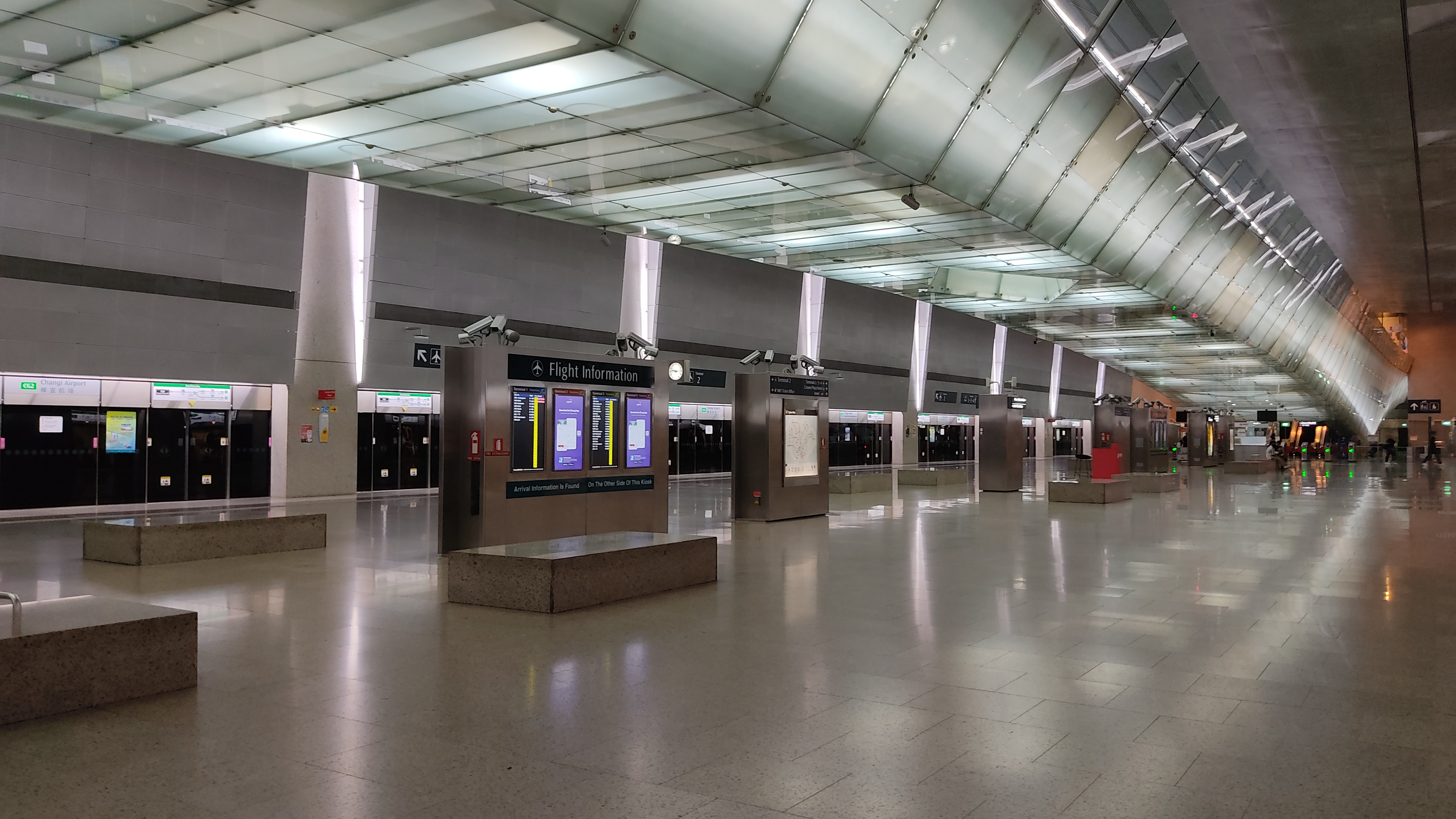
樟宜机场站月台層的航班信息牌

1994年8月，机场使用量以每年10%的速度增长，超过了先前预测的6-7%，铁路联络线的建议獲重提。新加坡民航局计划修建新航站楼来应对客流量的增长，遂敦促MRT集团重新评估方案，因为他们担心服务于新航站楼的道路可能不足。民航局还建议新联络线与新航站楼同步建设。MRT集团就机场联络线展开谘询研究，这条连接线将从地铁东西线的丹那美拉站分支出来，並概念性地規劃沿机场林荫道（Airport Boulevard）通往樟宜機場，然後繼續穿過機場抵達樟宜尾，再沿東海岸轉向西南方返回市中心，但不设中间站。
在陆路交通管理局完成另一项可行性研究后，時任新加坡副总理李显龙于1996年11月15日正式宣布将建造一条全长6.4（4.0英里）的支线。这条支线预计于2001年完工，将从丹那美拉站出发，惟與早期規劃不同的是在松马柏设有一个中间站（现博览站），为樟宜商业园和新加坡博览中心提供服务。樟宜机场站的位置亦被調整為東西向，使地铁站的兩端均可分別通往兩座航站楼。由于该地区的需求较低，没有将支线延伸至货物和工程综合体的计划。自1987年以来一直倡导建设支线的张宗治对此“欣喜若狂”，并认为这是一个“很棒的消息”。

### 建造及启用

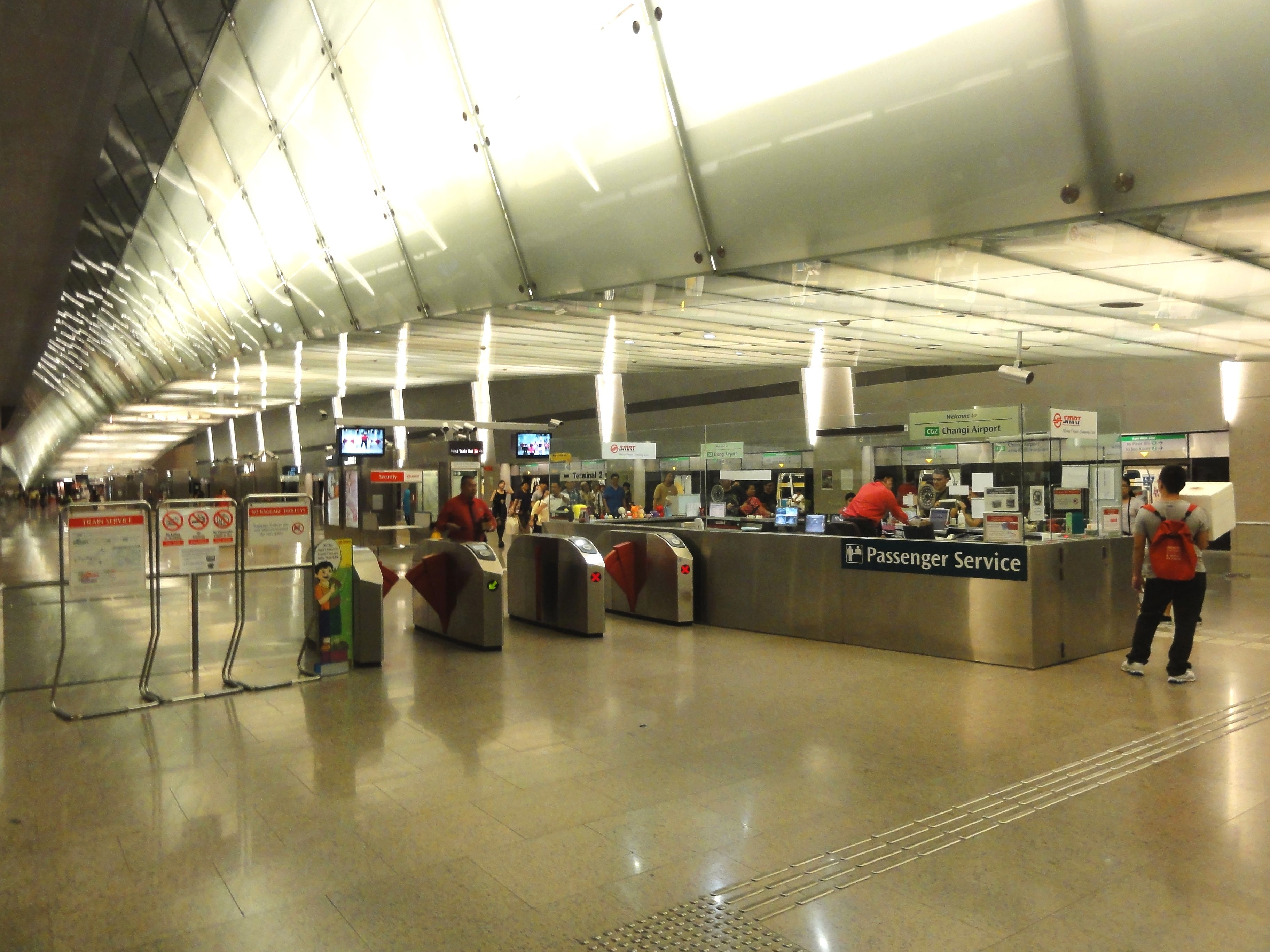
樟宜机场地鐵站是唯一一座大堂、售票层均与月台同层的新加坡地铁站

1998年10月，樟宜机场站的建造合同由熊谷组与三巴旺工程建设（Sembawang Engineering and Construction）组成的合资企业以2.045亿新加坡元的价格投得。该合同包括建造车站及相关隧道、连接2号和3号航站楼的新行李隧道，以及连接3号航站楼的新地下行车通道。负责设计3号航站楼的CPG咨询公司也派出20名员工协助陆交局团队进行线路扩建工程。
奠基典禮於1999年1月29日举行。通信部长马宝山在仪式上表示，该车站的建设将有赖于陆交局、民航局和承包商等利益相关者之间的密切合作。由于车站建在敏感地区，自上而下的建筑工程必须精心规划，以减少对机场运营的干扰。通往车站的1（0.62英里）隧道将直接下穿跑道和机场航站楼，修建时需要密切监控。在施工期间，连接1号及2号航站楼抵达与出发大堂的道路改道至地铁站西侧。由于2号航站楼等开发项目附近的深挖工程更为复杂，地铁站东侧首先开工。另因超限隧道穿过地铁站东侧以外的不规则桩基布局，还需要进行大规模的地基重建。陆交局否决了暗挖隧道的构想，因为这些工程位于浅地层。取而代之的是采用在地下连续墙内明挖和地基处理法。
作為2001年“总统挑战”的一部分，當时的慈善步行路線亦专门經過博覽站和樟宜機場站之間尚未竣工的隧道。樟宜机场站于2002年2月8日启用，并于27日在该站举行了延伸线路的正式通车仪式。自该站启用以来，客流量一直适中，因为大多数巴士路线继续运营，并依旧成为机场和航空公司本地员工以及不住在东西线沿线的旅客的廉价直达交通工具。许多航空旅客宁愿继续选乘德士或私人交通工具，因为并非所有地铁列车都设有行李架。有德士司机表示，地铁站使他们处于不利地位，在该站运营的第一个月，他们的收入就减少了两成。当时，该站的日均旅客发送量为20,500人次。尽管政府在支线周边进行了开发以进一步刺激客流量，但人们认为开办地铁直通运行并不具有成本效益，因此自2003年以来，该支线改为仅提供从丹那美拉站到樟宜机场站之间的班次服务。

### 劃入湯申－東海岸線
2016年7月，時任新加坡交通部部長的许文远宣佈政府正考慮將汤申－东海岸线延長到樟宜機場5號客運大樓，以提供更直接來往樟宜機場與市中心的交通連接。延伸工程将与未来的5号航站楼同时启用。2019年5月25日，陆交局宣布樟宜机场支线将成为汤申－东海岸线的一部分，自双溪勿洛站经5号航站楼延长至樟宜机场。该延长线预计将于2040年完工。
从樟宜机场站到樟宜机场5号航站楼的双孔隧道及地下基础设施建设合同由上海隧道工程股份（新加坡）有限公司以3.217亿新元的价格投得。工程需要在2号航站楼以东的一条封闭跑道下挖掘隧道，该隧道已于2022年11月完工。2024年4月29日，陆交局对既有站点以及丹那美拉站和博览站的改造进行招标，为将它们划入汤申－东海岸线的一部分做准备。

## 事故
2002年7月24日，樟宜機場站中庭的玻璃幕牆碎裂。中庭一帶迅速封閉，惟地鐵列車服務不受影響。2003年9月24日，一名男子在2号航站楼的離境大堂自五層樓墮下樟宜機場站而死。2020年1月17日，SMRT集團稱其於晨早檢查工作中在樟宜機場站的路軌交叉處發現裂縫。地鐵列車須改道至同一月台上落客，並且在接近受影響的路軌交叉處時須以較慢的速度行駛。

## 概要

### 服務
樟宜机场站現由東西線樟宜機場支線提供來往該站與丹那美拉地鐵站的接驳列車服務。车站官方代码为CG2，这是自2003年6月20日由EW29变更而来。通往丹那美拉方向的下一站是博览站。作为东西线的一部分，该站由SMRT地铁运营。樟宜机场站计划当汤申－东海岸线于2040年将线路延伸到机场时改由该线提供服务。樟宜机场站位于机场林荫道下方，身处机场2号和3号航站楼之间。该站也服务于各类机场设施，包括机场警察局、星耀樟宜和皇冠假日酒店。
在该站于2002年2月8日對外開放後，初期曾开办有來往于文礼站的直通運行服務。自2003年7月22日起，该服务改为区间运行，从樟宜机场站出发的列车将以丹那美拉站为终点。首班車于工作日和周六早上05:31開出，而在星期日及法定假日於05:59開出，至於末班車則於凌晨00:06開出。若从丹那美拉站出发，开往樟宜机场站的首班列车会于工作日和周六早上05:20发车、周日早上05:47发车，末班车则于深夜23:50发车。列車班距在繁忙時間約為7至9分鐘一班，而在非繁忙時間則為13分鐘一班。

### 設計

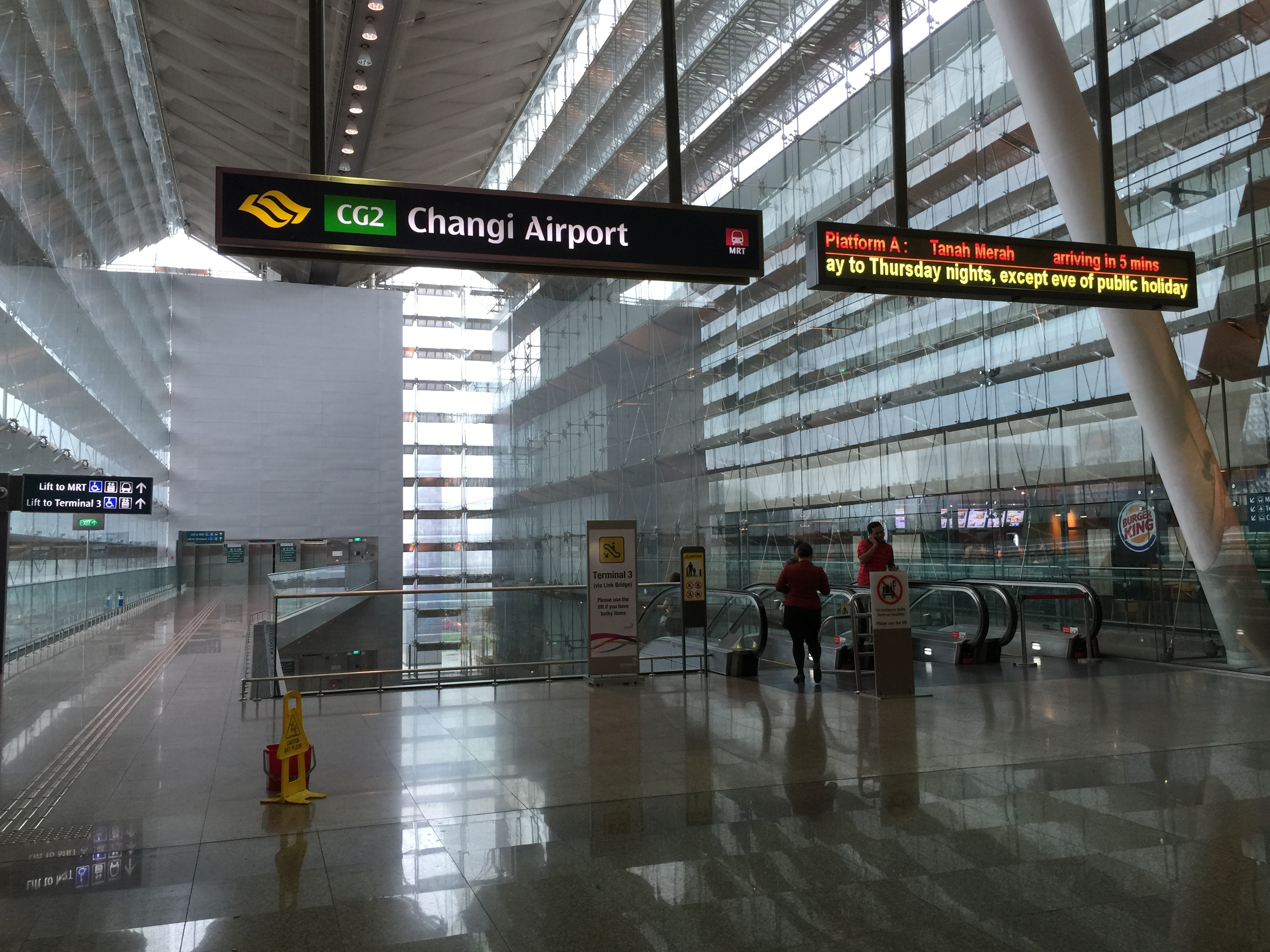
由A出口望向樟宜機場站中庭的玻璃幕牆

樟宜机场站宽40（130英尺）、长200（660英尺），建筑深度为18.5（61英尺）。该站呈东西向布局，西侧有横渡轨道，东端则有超限隧道。樟宜机场站由美国SOM建築設計事務所设计，当中包含了多种迎合机场旅客的设计元素。站内设有宽阔的检票闸口，以方便携带大件行李的旅客。这些闸口与站台位于同一层，也为轮椅使用者提供了更方便的接入。樟宜机场站是新加坡首批在建成之初便适配轮椅通行的地铁站之一，设有升降机和无障碍坡道。触觉地板系统由带有凸起、圆形或细长螺栓的瓷砖组成，可引导视障通勤者通过车站。
站内没有立柱，而是由间隔11.4（37英尺）的站台边缘柱状物作支撑，且每一段都有外部隔板和衬墙。地铁站的两个入口是中庭玻璃墙，支撑着一座150（490英尺）长、横跨岛式月台的发光天桥。半透明的玻璃天桥可以在两座航站楼之间进行非付费连通，除了有燈光照明外，也附設電動步道。站厅两端各有一个长约60（200英尺）、高约36（118英尺）的中庭。中庭的玻璃系统和拉索网络由澳大利亚工程公司邁進外立面（Meinhardt Facades）进行结构设计，奧雅納也提供了工程意见。
中庭采用玻璃结构，白天阳光充沛，旅客可以观赏到机场公共区域的热带景观。屋顶仅在其南、北两端有支撑，两者之间有一个巨大的脊柱梁。脊柱由交错结构支撑，一端是钢筋混凝土，另一端是A型框架柱和稳定桁架。幕墙面板悬挂在每个悬臂末端的垂直桁架上，并由其他沿对角线和水平线伸展的拉索支撑。樟宜机场站的设计曾获芝加哥雅典娜博物馆颁发2004年美国建筑奖。2011年，该站被BootsnAll評為全球15個最美麗的地鐵站中的第10名。

### 車站樓層
| L3                             | 离境大厅 | 通往2号及3号客运大楼的出入口，樟宜机场高架旅客运送车往1号客运大楼                                                                          |  |  |
| L2                             | 入境大厅 | 通往2号及3号客运大楼的出入口 |  |  |
| L1                             | 连通桥   | 樟宜机场1号、2号、3号客运大楼巴士终站、2号及3号客运大楼之间的连通桥、通往3号客运大楼的出口                                                 |  |  |
| B1                             | 大堂     | 检票口、自动售票机、车站控制室、Transitlink柜台                                                                                            |  |  |
| B2                             | 月台     | \| \| A \| 东西线往丹那美拉（博览） \| \| \| \| 島式 · ↑開右邊车门 ↓開左邊车门 \| \| \| \| \| \| \| B \| 东西线往丹那美拉（博览） \| \| \| |  |  |
|                                | A        | 东西线往丹那美拉（博览） |  |  |
| 島式 · ↑開右邊车门 ↓開左邊车门 |          | |  |  |
|                                | B        | 东西线往丹那美拉（博览） |  |  |

## 脚注
1. 1 2  . OneMap. Singapore Land Authority.   [2022-03-01].
2. ↑  . DataMall. Land Transport Authority.   [2020-08-20]. （原始内容存档于2020-08-21）.
3. ↑  . The Straits Times (Singapore Press Holdings). 1982-05-23: 1  [2020-12-12] –NewspaperSG.
4. ↑  . The Straits Times (Singapore Press Holdings). 1983-11-17: 18  [2022-02-20] –NewspaperSG.
5. ↑  . Singapore Monitor. 1984-09-25: 1  [2022-02-20] –NewspaperSG.
6. ↑  . The Straits Times (Singapore Press Holdings). 1985-06-21: 11  [2022-02-20] –NewspaperSG.
7. ↑  Rav, Dhaliwal. . The Straits Times (Singapore Press Holdings). 1986-01-15: 13  [2022-02-20] –NewspaperSG.
8. ↑  . The Straits Times (Singapore Press Holdings). 1989-03-23: 14  [2024-06-23] –NewspaperSG.
9. ↑  . The Straits Times (Singapore Press Holdings). 1991-05-17: 1  [2022-02-20]. （原始内容存档于2022-02-21）.
10. ↑  . The Straits Times (Singapore Press Holdings). 1992-03-20: 29  [2022-02-20]. （原始内容存档于2023-12-21） –NewspaperSG.
11. ↑  Dhaliwal, Rav. . The Straits Times (Singapore Press Holdings). 1994-08-02: 1  [2022-02-20]. （原始内容存档于2022-02-19）.
12. ↑  . The New Paper (Singapore Press Holdings). 1994-08-02: 4  [2020-12-12] –NewspaperSG.
13. ↑   (PDF). National Archives of Singapore. 1996-11-15  [2019-07-10]. （原始内容存档 (PDF)于2019-07-10）.
14. ↑  Tan, Hsueh Yan. . The Straits Times (Singapore Press Holdings). 1996-11-16: 1  [2022-03-01]. （原始内容存档于2022-03-01）.
15. ↑  Tan, Christopher. . Business Times. 1996-12-12: 1  [2017-10-26] –NewspaperSG.
16. ↑  . Land Transport Authority.   [2024-05-25]. （原始内容存档于1997-07-06）.
17. ↑  . The Straits Times. Singapore Press Holdings: 39. 1996-12-12  [2019-10-17] –NewspaperSG.
18. ↑  . The Straits Times (Singapore Press Holdings). 1996-11-16: 29  [2023-12-21] –NewspaperSG.
19. ↑  . Business Times (Singapore Press Holdings). 1998-11-03: 16  [2023-12-21] –NewspaperSG.
20. 1 2  Nishi, Shuichi; Nakashima, Yasuyoshi; Izumi, Chitoshi.  (PDF). Japan Society of Civil Engineers. Kumagai–Sembcorp Joint Venture.   [2023-12-21]. （原始内容存档 (PDF)于2020-10-30）.
21. ↑  . CPG Consultants.   [2020-04-09]. （原始内容存档于2018-02-21）.
22. 1 2  . National Archives of Singapore.   [2020-04-09]. （原始内容存档于2019-12-29）.
23. ↑  Zhao, Shirlaw & R.，第421–422頁.
24. 1 2 3  Zhao, Shirlaw & R.，第422頁.
25. ↑  Murugamoorthy, C.  (PDF). Land Transport Authority. 2003  [2022-02-21]. （原始内容存档 (PDF)于2021-07-20）.
26. ↑  Chew, Seng Kim.  (PDF). The Straits Times (Singapore Press Holdings). 12 August 2001: 3  [2024-06-05]. （原始内容 (PDF)存档于2024-06-05） –Nexis Uni.
27. ↑  Tan, Terence. . The Straits Times (Singapore Press Holdings). 2001-09-09: 3.
28. ↑  . Ministry of Transport. 2002-02-06  [2020-04-09]. （原始内容存档于2020-08-21）.
29. ↑  Kaur, Karamjit.  (PDF). The Straits Times (Singapore Press Holdings). 2002-02-09: 3  [2024-06-05]. （原始内容 (PDF)存档于2024-06-05） –Nexis Uni.
30. 1 2  . Ministry of Transport.   [2020-04-09]. （原始内容存档于2020-08-21）.
31. ↑  Goh, Chin Lian.  (PDF). The Straits Times (Singapore Press Holdings). 2002-08-26: 5  [2024-06-03]. （原始内容 (PDF)存档于2024-06-03） –Nexis Uni.
32. ↑  Phei Phei, Leong. . Today (Mediacorp). 2002-03-11: 4  [2020-10-30] –NewspaperSG.
33. 1 2   (PDF). The Straits Times (Singapore Press Holdings). 18 July 2003: 2  [2024-05-25]. （原始内容 (PDF)存档于2024-05-25） –Nexis Uni.
34. ↑  Cheong, Kay Teck.  (PDF). Singapore: Centre for Liveable Cities. 2019: 41  [2024-06-03]. ISBN 978-981-14-1385-8. （原始内容存档 (PDF)于2022-02-02）.
35. ↑  Lim, Adrian. . The Straits Times (Singapore Press Holdings). 2016-07-22  [2021-03-25]. （原始内容存档于2021-03-25）.
36. ↑  . Today. Mediacorp.   [2019-05-25]. （原始内容存档于2019-05-25）.
37. ↑  Chong, Aaron. . CNA. Mediacorp. 25 May 2019  [2021-03-25]. （原始内容存档于2020-02-13）.
38. ↑  . STECS.   [2023-03-22]. （原始内容存档于2023-03-22）.
39. ↑   (PDF). Land Transport Authority.   [2023-03-22]. （原始内容存档 (PDF)于2023-03-22）.
40. ↑  Ng, Wei Jie.  (PDF). Tunelling and Underground Construction Society (Singapore): 3–4.   [2024-05-25]. （原始内容存档 (PDF)于2024-05-06）.
41. ↑  Yufeng, Kok. . The Straits Times. Singapore Press Holdings. 2024-05-01  [2024-05-25]. （原始内容存档于2024-05-08）.
42. ↑  . Ministry of Transport. 2002-07-24  [2018-01-16]. （原始内容存档于2018-01-16）. At 12.05pm, a piece of tempered glass at the atria wall in the Changi Airport MRT Station shattered into small fragments.
43. ↑  . www.mot.gov.sg.   [2020-04-09]. （原始内容存档于2020-10-30）.
44. ↑  . TODAY. 2003-09-25  [2017-10-26]. （原始内容存档于2017-12-18）.
45. ↑  . Today. 2020-01-17. （原始内容存档于2020-01-18）.
46. 1 2   (PDF). Land Transport Authority.   [2020-08-21]. （原始内容存档 (PDF)于2020-08-21）.
47. ↑  Salim, Shazalina. . Today (Mediacorp). 3 August 2001: 9  [2020-08-21] –NewspaperSG.
48. ↑   (PDF). Land Transport Authority.   [2022-02-21]. （原始内容 (PDF)存档于2009-05-29）.
49. ↑  . Land Transport Authority.   [2021-04-27]. （原始内容存档于2019-11-01）.
50. ↑  . Today. Mediacorp.   [2019-05-25]. （原始内容存档于2019-05-25）.
51. ↑  . Land Transport Authority.   [2019-05-26]. （原始内容存档于2019-08-23）.
52. ↑  . SMRT Journeys. SMRT Corporation.   [2024-05-28]. （原始内容存档于2024-05-25）.
53. ↑   (PDF). The Straits Times (Singapore Press Holdings). 2001-12-20: H4  [2024-06-25]. （原始内容 (PDF)存档于2024-06-25） –Nexis Uni.
54. ↑  . SMRT Corporation. 2001-11-12  [2023-12-21]. （原始内容存档于2002-08-20）.
55. ↑  . SMRT Journeys. SMRT Corporation.   [2021-11-09]. （原始内容存档于2021-11-09）.
56. ↑  . SMRT Journeys. SMRT Corporation.   [2020-04-09]. （原始内容存档于2023-03-29）.
57. ↑  . Singapore Changi Airport.   [2020-04-20]. （原始内容存档于2019-09-08）.
58. ↑  Lee, Jian Xuan. . The Straits Times. Singapore Press Holdings. 2014-08-25  [2023-03-29]. （原始内容存档于2023-03-29）.
59. ↑  . Land Transport Authority. 2014-08-25  [2017-07-29]. （原始内容存档于2017-07-29）.
60. 1 2  . Skidmore, Owings and Merrill. 2021-12-14  [2022-02-21]. （原始内容存档于2022-02-21）.
61. 1 2  . The Straits Times (Singapore Press Holdings). 1988-02-11: 1  [2022-02-21].
62. ↑  Kaur, Karamjit.  (PDF). The Straits Times (Singapore Press Holdings). 2002-02-06  [2024-06-05]. （原始内容 (PDF)存档于2024-06-05） –Nexis Uni.
63. ↑  . The SMRT Blog. SMRT Corporation. 2015-04-28  [2022-02-21]. （原始内容存档于2016-03-05）.
64. ↑  . The Straits Times (Singapore Press Holdings). 2002-12-24: 1  [2022-02-21]. （原始内容存档于2022-02-21）.
65. ↑  . Land Transport Authority. 2021-07-30  [2021-09-11]. （原始内容存档于2021-09-11）.
66. ↑  Zhao, Shirlaw & R.，第423頁.
67. ↑  Goh, Sushma.  (PDF). Land Transport Authority. 2018: 24  [2020-08-21].
68. 1 2 3  Bussel, Abby. . Boston: Birkhäuser. 2000: 152. ISBN 0-8176-6072-0. OCLC 43227468.
69. 1 2  . Meinhardt.   [2020-04-09]. （原始内容存档于2019-09-06）.
70. ↑   (PDF). Land Transport Authority.   [2020-04-20]. （原始内容存档 (PDF)于2020-10-30）.
71. ↑  . SOM建筑设计事务所.   [2024-07-20]. （原始内容存档于2024-07-20）.
72. ↑   (PDF). The Chicago Athenaeum: 5.   [2022-02-21].
73. ↑  .   [2019-07-31]. （原始内容存档于2019-05-17）.

## 外部連結
- 官方网站
- 官方博客 （页面存档备份，存于）
- 港湾站到樟宜机场站路线图 （页面存档备份，存于）
- 樟宜机场站 （页面存档备份，存于）